# Блохин, Сергей Евгеньевич
Серге́й Евге́ньевич Блохи́н (укр. Сергій Євгенович Блохін; 27 марта 1954, Днепропетровск — 2013) — советский и украинский учёный в области строительной механики и прикладной теории упругости.

## Биография
Сергей Блохин родился 27 марта 1954 года в Днепропетровске.
В 1977 году окончил Днепропетровский институт инженеров железнодорожного транспорта. После окончания института начал работать и учиться в аспирантуре Днепропетровского отделения Института механики АН УССР под руководством Всеволода Лазаряна — до смерти последнего в декабре 1978 года. В 1981 году защитил диссертацию на соискание учёной степени кандидата технических наук, после чего начал работать в Днепропетровском горном институте (с 1993 — Государственная горная академия Украины, с 2002 — Национальный горный университет), занимая там последовательно должности ассистента (1981—1982), доцента (1982—1990), профессора (с 1990), заведующего кафедрой строительной, теоретической и прикладной механики (с 1993), декана механико-машиностроительного факультета (с 1994) — до своей смерти в 2013 году.
В 1989 году защитил диссертацию на соискание доктора технических наук на тему «Динамика тяговых агрегатов и повышение эффективности эксплуатации карьерных поездов», которая положила начало циклу научных работ, посвящённых системам принудительного вписывания железнодорожных экипажей в кривые малого радиуса. До настоящего времени автоматические системы управления поворотом тележек, предложенные Блохиным, применяются на Оленегорском, Лебединском, Алмалыкском и Соколовско-Сарбайском комбинатах.
Сергей Блохин был инициатором создания на базе Днепропетровского горного института отраслевой научно-исследовательской лаборатории «Динамики и прочности несущих конструкций искусственных сооружений горно-металлургических предприятий ЮГА» Министерства чёрной металлургии СССР. После создания в 1988 году этой лаборатории стал её научным руководителем. Сотрудниками лаборатории впервые в СССР были проведены комплексные экспериментальные исследования взаимодействия искусственных сооружений и экипажей подвижного состава карьерного транспорта, исследованы вопросы динамической работы шахтных копров, подъёмных установок, галерей ленточных конвейеров, рассмотрен комплекс задач, касающихся увеличенных сроков службы и повышения безопасности эксплуатации объектов шахтной поверхности.
Блохин опубликовал более 100 научных трудов, в том числе 3 монографии. Подготовил как научный руководитель пять кандидатов и одного доктора наук. Был членом экспертного совета по отраслевому машиностроению Высшей аттестационной комиссии Украины.
Умер в 2013 году.

## Награды и звания
- Премия имени академика В. А. Лазаряна в области механики (1985)[1]
- Премия Ленинского комсомола Украины (1987, технические науки)[1]
- Почётная грамота Кабинета Министров Украины (1999, за вклад в подготовку кадров для горной промышленности)[1]
- Знак «Шахтёрская слава»[1]
- Академик Подъёмно-транспортной академии наук Украины[1]